# Храм с ковчегом

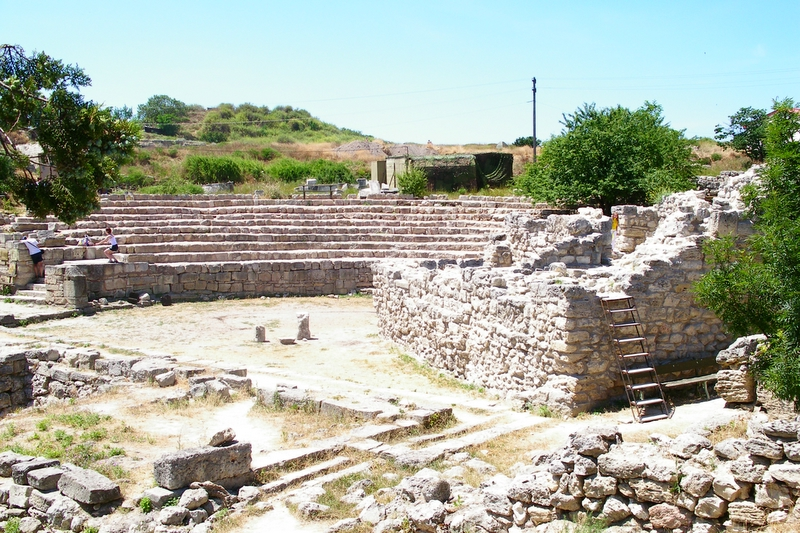
Слева — Античный амфитеатр, справа — Храм с ковчегом

Храм с ковчегом — условное название храма, построенного в IV веке в древнегреческом городе Херсонес Таврический. Храм был найден во время раскопок в 1897 году.

## История
Название «Храм с ковчегом» возникла во время раскопок 1897 года в связи с тем, что в тайнике под алтарем был найден небольшой серебряный ковчег (ларец) с мощами. Херсонесский ковчег с 1900 года хранится в Санкт-Петербургском Эрмитаже.
Шкатулка была украшена чеканными изображениями в медальонах: на одной стороне — Христос, Петр и Павел, на другой — Богоматерь и два архангела; по бокам — юные святые (Сергий и Вакх или, возможно, Георгий и Димитрий). На крышке — четыре креста. На дне снаружи и на крышке изнутри — четыре клейма времени императора Юстиниана. Искусствоведы датируют этот ковчег-реликварий серединой VI века.

## Архитектура
Храм имеет в плане форму равноконечного креста. Храмы такого строения обычно перекрывались куполом, который опирался на основание ветвей креста.
Восточная (алтарь) часть храма имела апсиду, к нему с двух сторон примыкали подсобные помещения: справа — дьяконник, слева — жертвенник с бассейном, вырубленным из большого каменного блока. На передней стенке бассейна был обнаружен рельефный крест, украшенный двумя кипарисами.
Внутри алтаря, где находилась центральная апсида находился синтрон — то есть три скамьи для священников, расположенные полукругом. Посреди синтрона располагалось епископское кресло, сделанное из двух массивных блоков камня.
На запад от храма в XIII—XIV вв. были расположены жилые дома, которые вместе с храмом, были разрушены в результате пожара во время монголо-татарского набега.

## Показания археолога
К. К. Косцюшко-Валюжинич в своем отчете упоминает об открытии в 1897 году храма и ковчега:
... по середине фундамента, по направлению оси храма, была обнаружена гробничка, старательно сложенная из черепиц, положенных в 3 ряда на извести, и закрытая мраморной плитой, сверху которой находился бетон, служивший основанием для мраморного пола алтаря. Только благодаря столь прочному покрытию гробнички, последняя уцелела от всех бедствий, постигших храм ... На мраморной дощечке, на которой стоял ковчег, лежали отпавшие от него серебряные приборы: крючочек с застежкой и две завесы от крышки, а также остатки истлевшей ткани, в которую был завернут ковчег. Приглашенный на место раскопок настоятель монастыря, архимандрит Александр, открыл в присутствии духовенства, заведующего раскопками г. Косцюшко-Валюжинича и рабочих, ковчег, внутри которого оказались завернутые в истлевшую шелковую ткань частицы мощей, которые с подобающей торжественностью были перенесены в новый храм Св. Владимира. Частицы мощей состояли из косточек, по-видимому, от пальцев, и по объяснению о. архимандрита, почернели от огня, так что вероятно, принадлежат неизвестному, пока, святому мученику за христианскую проповедь, погибшему на костре.